# Манушкіно (Кіриський район)
Манушкіно (рос. Манушкино) — присілок у Кіриському районі Ленінградської області Російської Федерації.
Населення становить 18 осіб. Належить до муніципального утворення Глажевське сільське поселення.

## Історія
Згідно із законом від 1 вересня 2004 року № 49-оз органом  місцевого самоврядування є Глажевське сільське поселення.

## Населення
| 1838 | 1862 | 1928 | 1965 | 1997 | 2002 | 2007 |
| ---- | ---- | ---- | ---- | ---- | ---- | ---- |
| 60   | ↗68  | ↗144 | ↘69  | ↘13  | ↘11  | ↗16  |
| 2010 | 2017 |      |      |      |      |      |
| ↘11  | ↗18  |      |      |      |      |      |